# 2 Rezerwowa Dywizja Kawalerii
2 Rezerwowa Dywizja Kawalerii – jedna z dywizji kawalerii w strukturze organizacyjnej armii Cesarstwa Austriackiego. Brała udział m.in. w wojnie siedmiotygodniowej (na froncie północnym).

## Skład w 1866
Jej dowódcą był generał-major Karl Zaitzek von Egbell.
Dywizja składała się z następujących oddziałów i pododdziałów:
- brygada kawalerii (dowódca generał-major Karl von Boxberg)
- brygada kawalerii (dowódca generał-major Roman Sołtyk)